# Mythimna chidisana
Mythimna chidisana là một loài bướm đêm trong họ Noctuidae.